# Dendrocygne à ventre noir
Dendrocygna autumnalis
Espèce
Répartition géographique
Statut de conservation UICN

 LC  : Préoccupation mineure
Statut CITES
Le Dendrocygne à ventre noir (Dendrocygna autumnalis), connu également sous le nom de Dendrocygne à bec rouge, est une espèce d'oiseaux appartenant à la famille des anatidés, endémique d'Amérique.

## Description

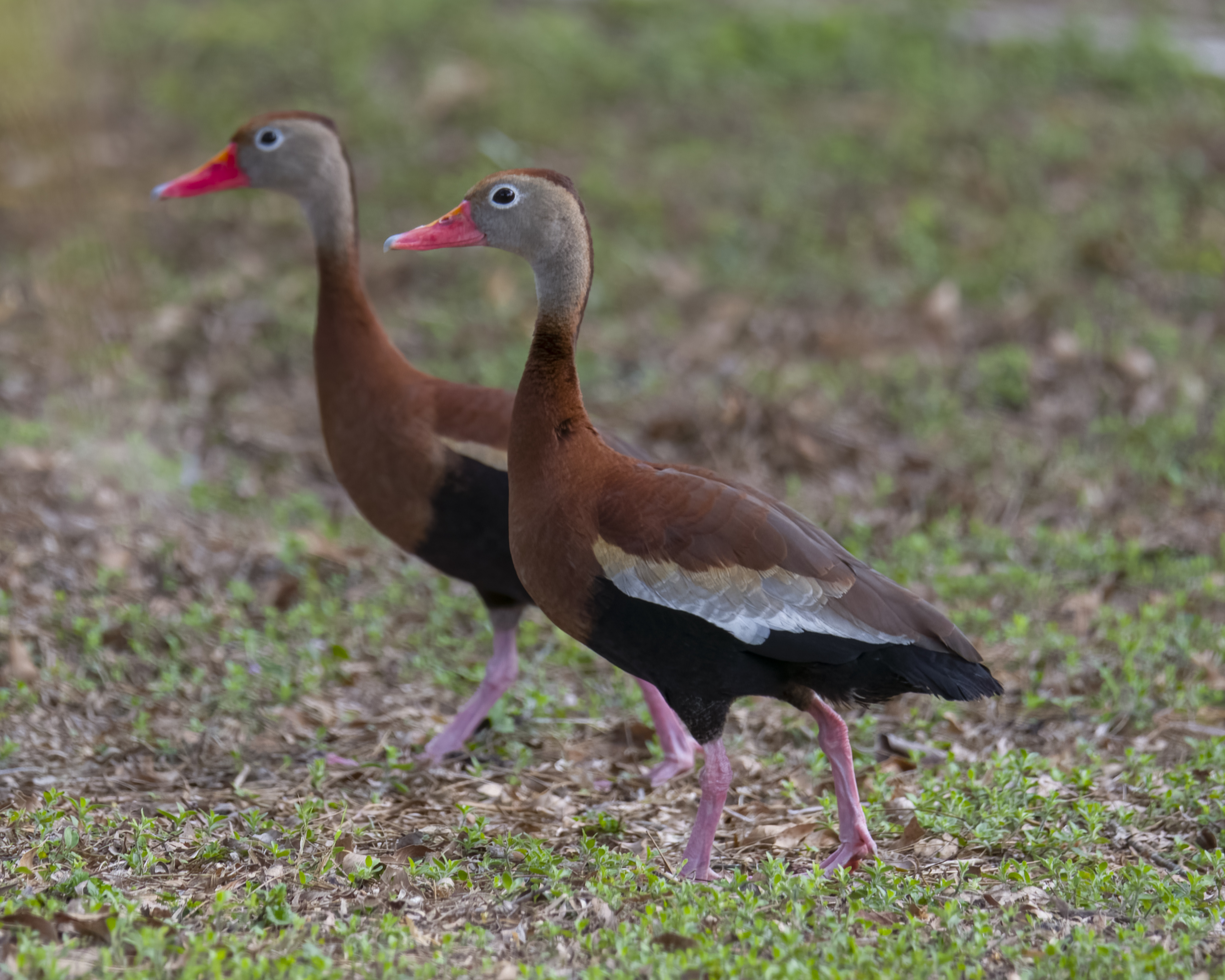
La sous-espèce D. a. fulgens.

Mesurant entre 48 et 53 cm, cet oiseau se caractérise par son bec rouge et ses pattes roses, sa tête grise, son cou et son dos roussâtres, son ventre noir ainsi qu'une grande barre blanche sur l'aile. Le juvénile est plus terne et plus brun dessous. Le bec et les pattes sont gris bleu.

## Habitat
Il fréquente une grande variété de milieux humides ; il évite cependant les lacs trop profonds et les régions trop boisées.
C'est une espèce répandue du sud du Texas jusqu'au nord de l'Argentine.

## Répartition et sous-espèces
Selon la classification de référence du Congrès ornithologique international (version 15.1, 2025) :
- Dendrocygna autumnalis fulgens Friedmann, 1947 – du  sud-est du Texas au Panama ;
- Dendrocygna autumnalis autumnalis (Linnaeus, 1758) – du Panama au nord de l'Argentine plastron blanchâtre.

## Biologie
Il s'agit d'une espèce nocturne moins aquatique que les autres dendrocygnes. Il se nourrit principalement de graines dans les cultures, très souvent en groupes importants.
La reproduction débute généralement vers le mois de juillet; le nid est situé dans un arbre creux près de l'eau.
Les oiseaux vivant aux États-Unis hivernent en Amérique centrale alors que les autres populations sont sédentaires.

## Populations

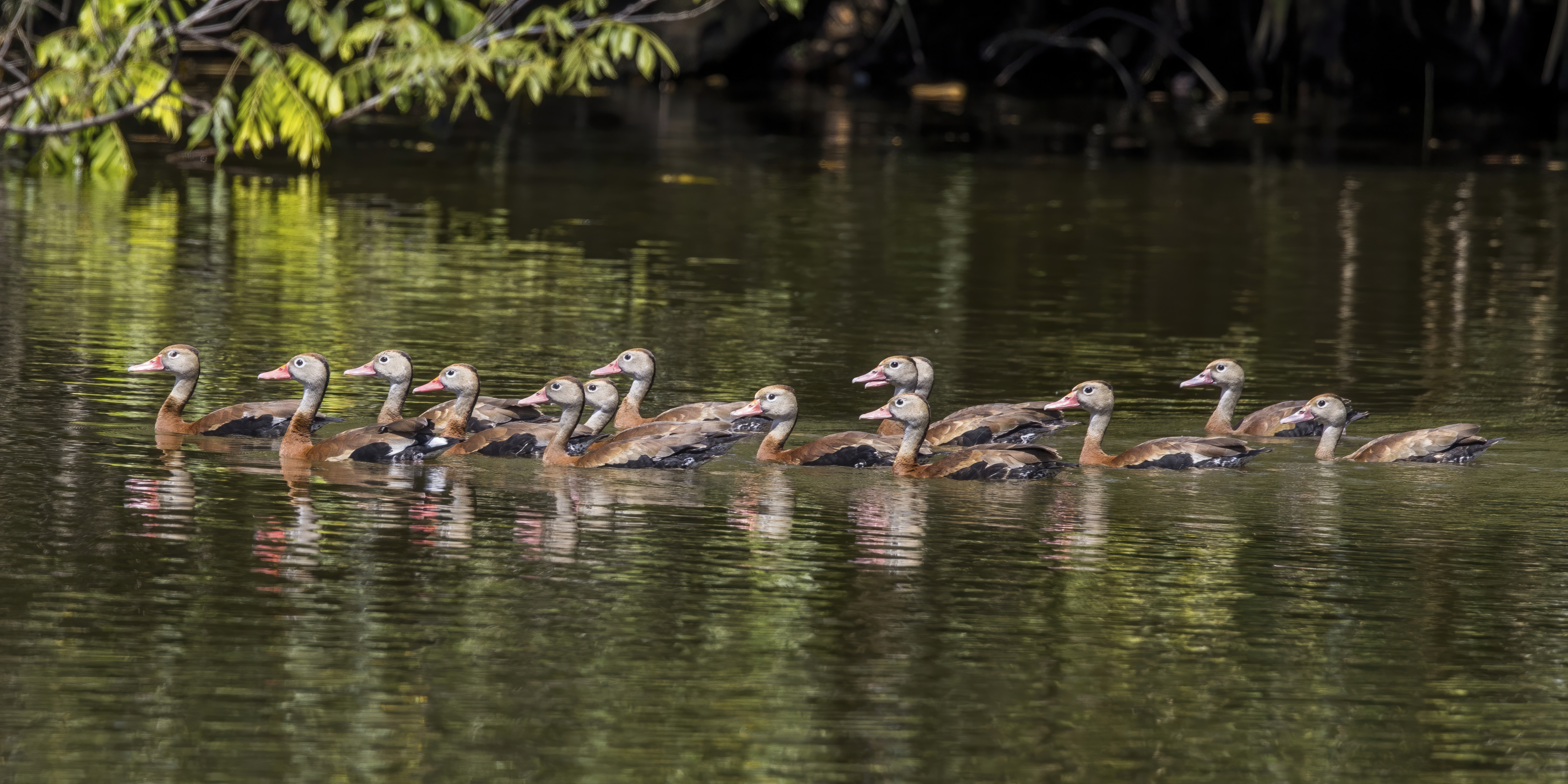
Un banc au Bélize.

Il s'agit d'une espèce abondante puisque la population globale est estimée entre 1 100 000 et 2 000 000 d'individus.

## Galerie

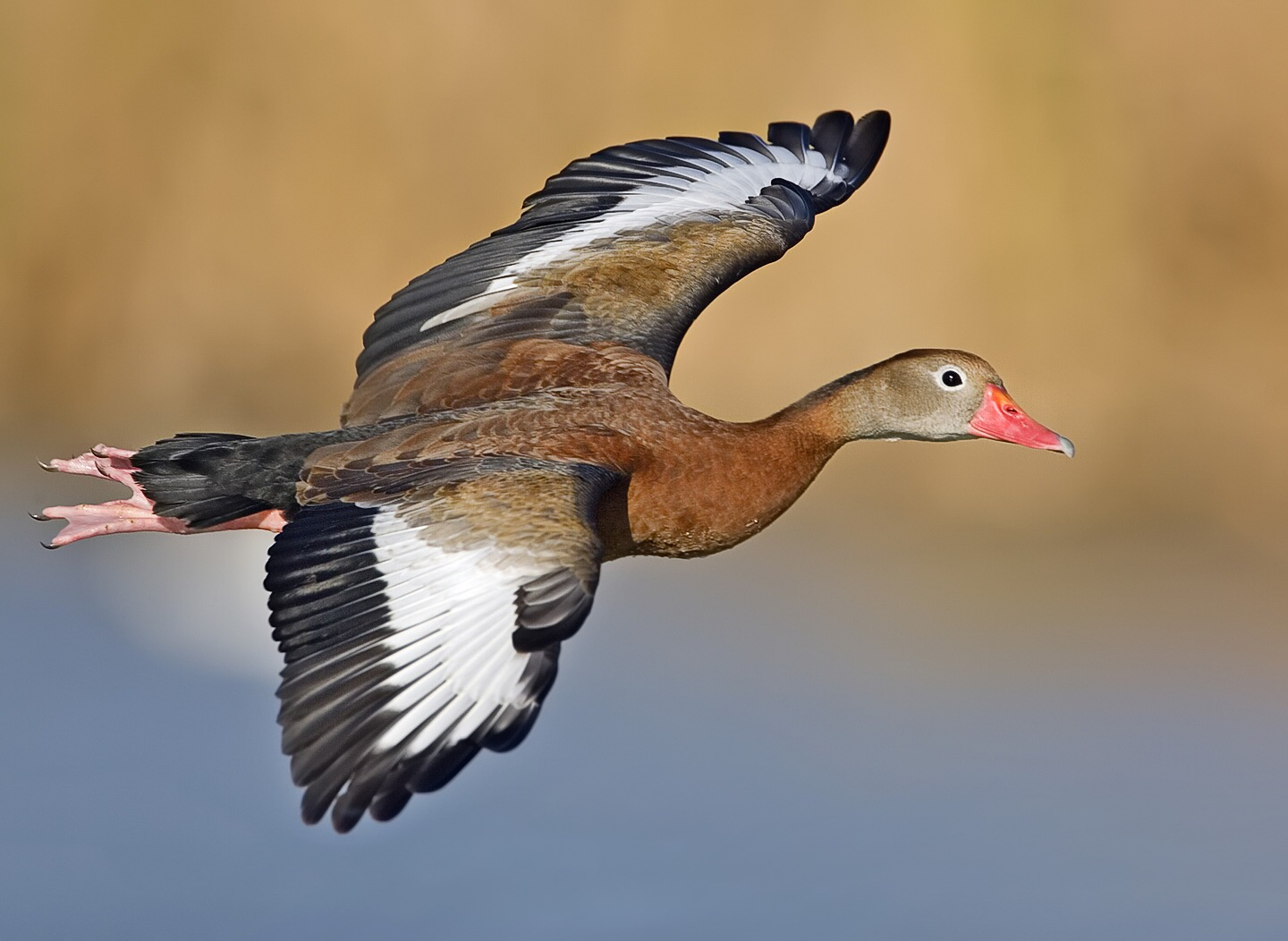
..en vol
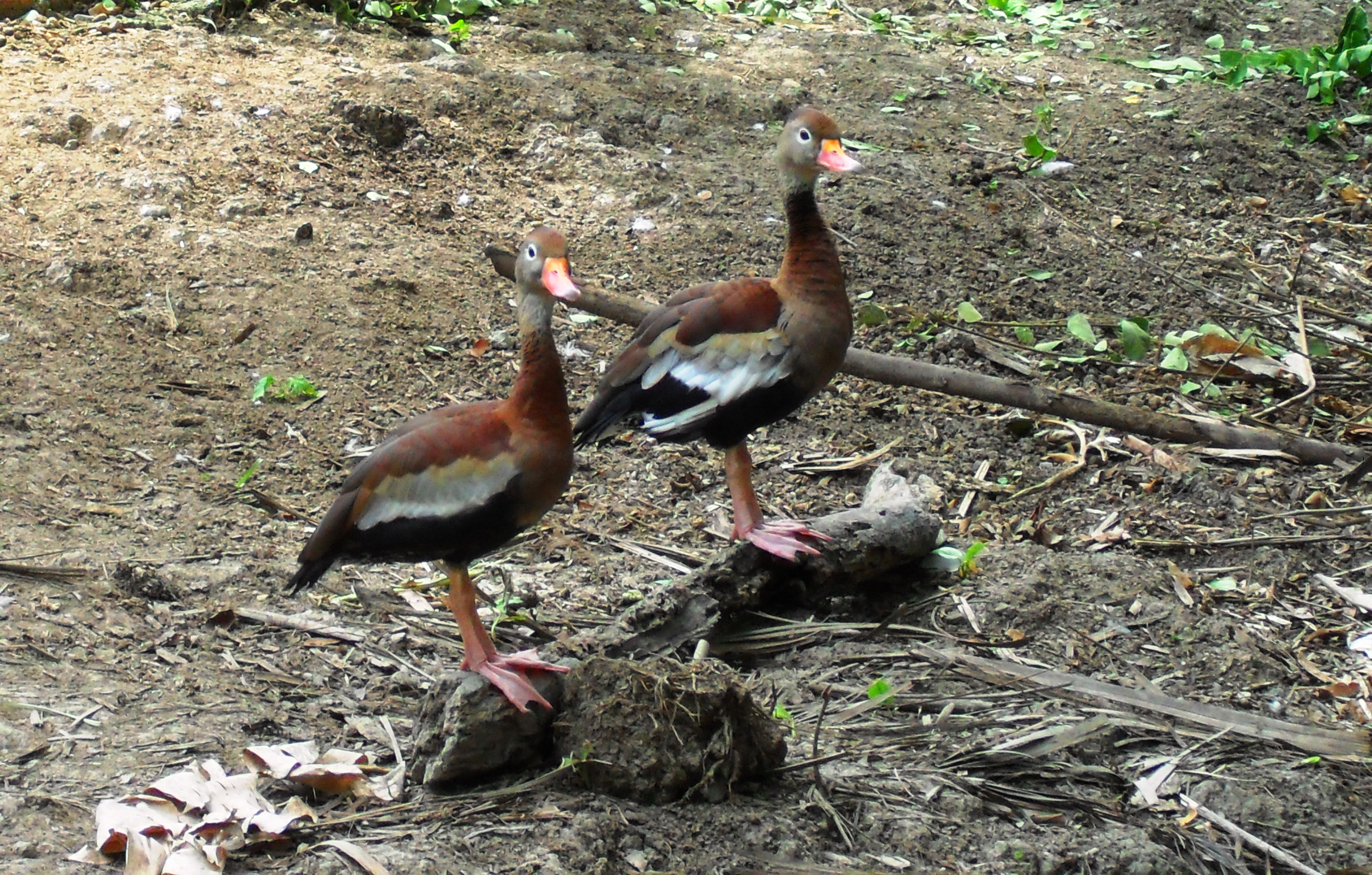
un couple en Colombie